# Москальчук, Григорий Мартынович
Григорий Мартынович Москальчук (1920—1957) — Гвардии младший сержант Рабоче-крестьянской Красной Армии, участник Великой Отечественной войны, Герой Советского Союза (1945).

## Биография
Григорий Москальчук родился 20 мая 1920 года в селе Осовцы (ныне — Коростышевский район Житомирской области Украины). После окончания семи классов школы работал сначала в колхозе, затем на заводе в Киеве. В 1940 году Москальчук был призван на службу в Рабоче-крестьянскую Красную Армию. С июня 1941 года — на фронтах Великой Отечественной войны.
К апрелю 1945 года гвардии красноармеец Григорий Москальчук был пулемётчиком бронетранспортёра 2-й гвардейской механизированной бригады 1-го гвардейского механизированного корпуса 4-й гвардейской армии 3-го Украинского фронта. Отличился во время штурма Вены. 13 апреля 1945 года в составе группы из шести добровольцев проник во вражеский тыл к Имперскому мосту (Райхсбрюке) и, прорвавшись через мощное охранение, успешно перерезал провода, подведённые к зарядам, спася тем самым мост от подрыва.
Указом Президиума Верховного Совета СССР от 29 июня 1945 года за «смелость, отвагу и мужество, проявленные в операции по захвату Имперского моста через Дунай в Вене, его разминированию и удержанию» гвардии красноармеец Григорий Москальчук был удостоен высокого звания Героя Советского Союза с вручением ордена Ленина и медали «Золотая Звезда» за номером 8746.
После окончания войны в звании младшего сержанта Москальчук был демобилизован. Проживал и работал в Коростышеве. Скоропостижно умер 9 января 1957 года, похоронен в родном селе.
Был также награждён орденом Славы 3-й степени и рядом медалей.